# Pietro Caucchioli
Pietro Caucchioli (Bovolone, 22 agosto 1975) è un ex ciclista su strada italiano, professionista dal 1999 al 2009. Conta due successi di tappa al Giro d'Italia.

## Carriera
Cresciuto nella frazione Villafontana di Bovolone, diventa professionista nel 1999 con il team Amica Chips, Caucchioli ottenne in quello stesso anno la sua prima vittoria, la quarta tappa del Giro della Provincia di Lucca. 
Dopo un periodo di anonimato, si fa notare al Giro d'Italia 2001, quando con il team Alessio vinse l'ottava e la diciassettesima tappa. Nel Giro d'Italia 2002 migliora ulteriormente la sua prestazione, giungendo terzo in classifica generale alle spalle di Paolo Savoldelli e Tyler Hamilton.
In seguito, a partire dal 2003, non ha ottenuto risultati di rilievo, ma solo qualche buon piazzamento, ciò è stato dovuto a diverse difficoltà fisiche che ha subìto nel corso degli ultimi anni: asportazione dell'ernia del disco, broncopolmonite al Tour de France 2003 e frattura di clavicola e scapola. Al Tour de France 2004 si è piazzato all'undicesimo posto nella classifica generale.
Dal 2005 al 2008 ha fatto parte del team francese Crédit Agricole, prima dello scioglimento della squadra (alla fine del 2008). Si è poi trasferito alla Lampre-N.G.C. per la stagione 2009. Il 17 giugno 2009 l'UCI comunica l'apertura di una procedura disciplinare nei confronti di Caucchioli e di altri quattro corridori per la violazione delle norme antidoping sulla base delle informazioni fornite nel passaporto biologico. L'incongruenza è stata rilevata durante un controllo antidoping effettuato prima del Giro di Polonia nel settembre 2008, prima cioè di passare alla Lampre N.G.C.. In seguito alla notizia la squadra ha deciso di sospenderlo.
Il 3 giugno 2010 il Tribunale Nazionale Antidoping lo ha squalificato per due anni, con decorrenza della sospensione al 16 giugno 2011.

## Palmarès
- 1998

Trofeo Santa Rita
Giro del Belvedere
- 1999

4ª tappa Giro della Provincia di Lucca (Seravezza > Lucca)
- 2001

8ª tappa Giro d'Italia (Montecatini Terme > Reggio Emilia)
17ª tappa Giro d'Italia (Sanremo > Sanremo)
- 2002

3ª tappa Vuelta a Aragón (Alcoris > Estacion de Valdelinares)
- 2003

3ª tappa Giro della Provincia di Lucca (Pescia > Capannori)

## Piazzamenti

### Grandi Giri
- Giro d'Italia

1999: 46º
2000: 85º
2001: 9º
2002: 3º
2003: 26º
2005: 8º
2007: 27º
- Tour de France

2003: ritirato
2004: 11º
2005: 36º
2006: 15º
- Vuelta a España

2002: 23º
2005: ritirato
2006: 37º
2007: ritirato

### Classiche monumento
- Milano-Sanremo

2000: 104º
- Liegi-Bastogne-Liegi

2005: 61º
2006: 47º
- Giro di Lombardia

2003: 68º